# Opigena
Opigena là một chi bướm đêm thuộc họ Noctuidae.

## Loài
- Opigena polygona ([Schiffermüller], 1775)